# 山城国一揆
山城国一揆（やましろのくにいっき）は、文明17年（1485年）、山城国（現在の京都府南部）南半の上三郡（久世郡、綴喜郡、相楽郡）で国人や農民が協力し、守護大名畠山氏の政治的影響力を排除し、以後8年間自治を行った事をいう。
一般的に国人が起こした一揆のことを国一揆というが、山城国一揆は惣の農民らが参加している点で惣国一揆ともいうことができる。

## 経過

### 山城国一揆の成立
応仁の乱が終結した後も各地で守護大名同士の小競り合いは続いた。南山城でも例外ではなく、畠山氏は跡目争いから畠山義就と畠山政長が争いを続けていた。本来、山城には名目上の守護しか置かれていなかったものの、文明10年（1478年）の畠山政長の任命後は本格的な領国化を目指す動きが盛んになっていた。その中で繰り広げられた両畠山氏の長年にわたる戦いで国人衆や農民は疲弊し、山城国一揆の土壌が整った。
文明17年（1485年）、南山城の国人衆や農民らが宇治の平等院に集まり評定を持った。この評定で「国中掟法（くにじゆうおきて）」を取り決め、両畠山氏の影響を排除し、南山城の自治を行うことを決めた。「三十六人衆」と呼ばれる指導的な国人衆により政治がおこなわれ、南山城は惣国とよばれる政治形態となった。

### 幕府との関係
当時の室町幕府では、応仁の乱とその後の混乱で失われた幕府の経済的基盤の再建に、お膝元である山城国の御料国化を進めていたため、同国が有力守護の支配下に入る事を望んでいなかった。このため、管領細川政元らは一揆に対して静観の姿勢を取った。また、「三十六人衆」の中には一揆以前より畠山氏と対抗する形で細川氏との被官関係を結んでいる者が含まれていたと言われている。
文明18年5月26日（1486年6月27日）には、幕府政所執事伊勢貞宗の嫡男貞陸（後に執事職を継承）が守護に補任された。幕府及び伊勢氏は一揆側に一定の政治権限（検断権・半済権など）を認める一方、畠山氏が持っていた守護請の権限を継承した。また、必要に応じて守護役の徴収を国人達に求め、一揆側がこれに応じる場合もあった（『大乗院寺社雑事記』長享元年6月22日条・明応2年2月5日条）。なお、この守護補任の背景として、東山山荘を造営してそこから息子・義尚を後見する体制を構築することで幕府再建を図りたい大御所・足利義政と近江遠征を実行して幕府に反抗する六角氏を討伐することで幕府再建を図りたい現将軍・足利義尚が幕府の財源を奪い合う形となっており、不足する財源捻出を山城国からの段銭徴収で補おうとする思惑があったとされている。
当時の室町幕府は長享・延徳の乱や畠山基家討伐に見られるような兵力を動員できるだけの軍事力を依然として持っていたものの、幕府の本拠地である京都の目の前で発生した山城国一揆を鎮圧する姿勢を示さなかった。これは国人達が室町幕府や守護領国制自体を否定するために一揆を起こしたものではなく、両者の利害が直ちに対立するものではなかったからと考えられている。

### 山城国一揆の崩壊
国人衆による政治は、国人と農民の対立や国人同士の対立を生むことになり、惣国は崩壊の兆しを見せ始めた。特に明応の政変による幕府内部の混乱は幕府有力者達による山城国人衆への切り崩し工作となって現れた。これまでは半ば名目上の守護であった伊勢貞陸は京都から追放された前将軍足利義材の支持者の京都侵攻に対抗することを名目に山城全域の一円知行化を目指すようになり、国内の寺社本所領の接収を進めた（『後法興院記』明応2年閏4月27日条）。更に貞陸が大和の有力者で畠山基家の被官でもあった古市澄胤を南山城の相楽・綴喜両郡の守護代に任じて支援を仰いだことで、伊勢・古市の支配を認めて従来の地位を維持しようとする国人達と「他国者」の古市の侵入を認めず細川氏などと結んでこれを排除しようとする国人の動きに分かれた。
明応2年（1493年）、伊勢氏に近い国人達は自ら自治を放棄する集会を開き惣国は解体され、守護の支配下に入ることになった。これに反対する一部の国人衆は稲屋妻城に立てこもって抵抗する。だが、義材追放の中心人物であった細川政元は、義材方勢力の反抗に対抗するという伊勢氏の主張を拒むことが出来ず、表だって一揆側を支援することが出来なかった。また、政元や畠山基家は古市澄胤に兵の引き上げを命じたが、守護伊勢貞陸の支援を受けていた古市はこれを拒否して国人衆の抵抗の鎮圧にあたった（『大乗院寺社雑事記』明応2年12月9日条）。翌年11月には古市軍によって一揆側は敗れ、ここに山城国一揆は完全に終結を見ることとなった。
以後山城は伊勢氏の統治下に置かれたが、鎮圧から翌年の明応3年（1494年）に畠山氏の家臣が勝手に南山城に侵入、翌年にも同様の事件が発生、明応5年（1496年）に政元の家臣赤沢朝経が畠山氏の家臣を追い払うまで南山城に居座った。相次ぐ事態に伊勢氏は単独で対処出来ず山城での権力を低下させ、反対に政元の影響力が増していった。
明応6年（1497年）、足利義材の支持者の畠山尚順が挙兵、危機的状況に対処するため、10月に政元の家臣香西元長を下郡守護代に就任させ、伊勢貞陸は守護職を保持するという変則的な人事が行われた。この決定は伊勢氏と細川氏の妥協であり、香西元長は以後山城で権勢を振るうようになっていった。

## 研究・史料
大正元年（1912年）に三浦周行が論文「戦国時代の国民議会」でこの一揆を取り上げて以後、広く知られるようになった。

## 関連文献
- 川岡勉『山城国一揆と戦国社会』吉川弘文館〈歴史文化ライブラリー〉、2012年  ISBN　9784642057578、POD版　2021年、ISBN　9784642757577